# Disjointed
Disjointed é uma série original de comédia da Warner Bros. Television e exibida na Netflix criada por David Javerbaum e Chuck Lorre, foi protagonizada por Kathy Bates. A empresa de streaming Netflix requisitou a produção de dez episódios, sendo estreados em 25 de agosto de 2017.
Em 14 de fevereiro de 2018 foi anunciado o seu cancelamento pela Netflix após uma única temporada.

## Enredo
Depois de lutar judicialmente pela legalização da maconha durante anos, Ruth Whitefeather Feldman, personagem de Kathy Bates, contrata seu filho recém graduado e uma equipe de "budtenders" (vendedores legais de marijuana para fins médicos), para ajudá-la com a manipulação do psicotrópico.

## Elenco

### Principal
- Kathy Bates como Ruth Whitefeather Feldman
- Aaron Moten como Travis Feldman, filho de Ruth
- Elizabeth Alderfer como Olivia, empregada do dispensário
- Tone Bell como Carter, segurança que sofre de TEPT após uma turnê no Iraque
- Elizabeth Ho como Jenny, empregada do dispensário
- Dougie Baldwin como Pete, empregado do dispensário
- Chris Redd como Steven "Dank" Dankerson, cliente destaque do dispensário
- Betsy Sodaro como Dabby Shapiro, cliente destaque do dispensário

### Recorrente
- Nicole Sullivan como Maria Sherman, cliente do dispensário
- Michael Trucco como Tae Kwon Doug, vizinho proprietário de estúdio de Taekwondo
- Lateefah Holder, como Cheryl

### Convidado
- Missi Pyle, como Mary Jane
- Richard Kind, como Agente Especial Schwartz
- Cheech Marin
- Tommy Chong

## Episódios
| N.º na série | N.º na temp. | Título                          | Dirigido por     | Escrito por                                                                             | Lançamento           |
| --- | ------------ | ------------------------------- | ---------------- | --------------------------------------------------------------------------------------- | -------------------- |
| 1 | 1            | "Omega Strain"                  | James Burrows    | Chuck Lorre e David Javerbaum                                                           | 25 de agosto de 2017 |
| O filho de Ruth volta da sua escola de negócios para ajudar a sua mãe com o dispensário de marijuana. Ruth ajuda uma mãe, Maria, a experimentar maconha. |              |                                 |                  |                                                                                         |                      |
| 2 | 2            | "Eve's Brush"                   | Rob Schiller     | Taii K. Austin, Mike Dieffenbach, Will Hayes, David JAverbaum e Chuck Lorre             | 25 de agosto de 2017 |
| Depois de se conectarem, Travis e Olivia fazem Ruth entrar em alucinação enquanto os dois ficam. Tae Kwon Doug faz uma reclamação contra o dispensário e os clientes Dank e Dabby protestam do lado de fora. Isso resulta no pulo de Ruth em Doug durante o protesto.                                              |              |                                 |                  |                                                                                         |                      |
| 3 | 3            | "Rutherford B. Haze"            | Jon Cryer        | Bill Daly, Angeli Millan, Kevin Shinick, David Javerbaum e Chuck Lorre                  | 25 de agosto de 2017 |
| Depois de Ruth ter sido presa devido ao protesto, uma multidão a atemoriza. Carter se abre sobre seu passado, enquanto Travis e Olivia decidem não prosseguir com o relacionamento. Jenny recebe um pacote dos seus pais que a faz sentir mais culpa por ter mentido a eles. Carter usa maconha pela primeira vez. |              |                                 |                  |                                                                                         |                      |
| 4 | 4            | "Erschreckendglückseligkeit OG" | Richie Keen      | Mike Dieffenbach, Will Hayes, Sam Johnson, Chris Marcil e David Javerbaum               | 25 de agosto de 2017 |
| Pete encontra seu herói: um fotógrafo de maconha. Ruth decide não se intrometer na vida amorosa de seu filho. As plantas de Pete começam a conversar com ele. |              |                                 |                  |                                                                                         |                      |
| 5 | 5            | "Schrödinger's Pot"             | Richie Keen      | Bill Daly, Brenda Hsueh, Matt Kirsch e David Javerbaum                                  | 25 de agosto de 2017 |
| Jenny finalmente conta à sua mãe que trancou a faculdade de medicina. Ruth, Travis e Connor jogam scrabble enquanto fumam. Pete surpreende a Doug com sua bondade, dando-lhe uma vela. Jenny termina de colocar seu chá no tanque de água que foi recentemente limpo.                                              |              |                                 |                  |                                                                                         |                      |
| 6 | 6            | "Donna Weed"                    | James Burrows    | Bill Daly, Mike Dieffenbach, Angeli Millan e David Javerbaum                            | 25 de agosto de 2017 |
| Ruth e Travis dirigem-se para um funeral de maconha de um amigo. Devido ao chá colocado por Jenny no tanque de água, as plantas estão crescendo e melhorando mais rápido. Olivia fica responsável pela loja. Pete passa tempo com Doug, impedindo que Pete fique drogado.                                          |              |                                 |                  |                                                                                         |                      |
| 7 | 7            | "Prom Night"                    | Jon Cryer        | Will Hayes, Brenda Hsueh, Matt Kirsch e David Javerbaum                                 | 25 de agosto de 2017 |
| Pete continua malhando no estúdio de Tae Kwon Doug e Ruth fica irritada. Carter, Jenny e Olivia decidem procurar por um cliente que fez avaliações positivas online. |              |                                 |                  |                                                                                         |                      |
| 8 | 8            | "Pyongyang Green"               | Rhiannon O'Harra | Taii K. Austin, Sam Johnson, Chris Marcil, Kevin Shinick e David Javerbaum              | 25 de agosto de 2017 |
| Carter pede conselho para Ruth sobre sua vida. Jenny revela a Pete que derramou o chá na água sem contatá-lo antes. Travis leva sua nova namorada ao dispensário. |              |                                 |                  |                                                                                         |                      |
| 9 | 9            | "Olivia's Shitballs"            | Richie Keen      | Brenda Hsueh, Matt Kirsch, Angeli Millan, Warren Bell e David Javerbaum                 | 25 de agosto de 2017 |
| Travis ajuda Ruth a guardar seu dinheiro. Jenny e Carter zombam de Dank e Dabby. Pete está alucinado, achando que as plantas estão conversando com ele. |              |                                 |                  |                                                                                         |                      |
| 10 | 10           | "The Worst"                     | Guy Distad       | Taii K. Austin, Sam Johnson, Chris Marcil, Kevin Shinick, Warren Bell e David Javerbaum | 25 de agosto de 2017 |
| O DEA invade o dispensário após a mudança de propriedade feita por Ruth na intenção de refletir sobre o negócio com seu filho. Dank e Dabby se escondem no telhado do dispensário. O departamento antidrogas leva toda maconha e dinheiro, além de ameaçarem levar Travis à prisão.                                |              |                                 |                  |                                                                                         |                      |

## Produção
Em dezembro de 2016, o participação de Jessica Lu foi trocada para a de Elizabeth Ho, que atuou como Jenny.

## Recepção da crítica
A série Disjointed recebeu inúmeras críticas negativas. O site Rotten Tomatoes deu à série uma aprovação popular de 12%, baseada em 17 avaliações, com média de 4.2/10. Já o Metacritic deu a série uma nota de 43/100, baseando-se em 20 críticas, indicando avaliações "combinadas ou médias".